# Eophileurus baolocensis
Eophileurus baolocensis är en skalbaggsart som beskrevs av Muramoto 2004. Eophileurus baolocensis ingår i släktet Eophileurus och familjen Dynastidae. Inga underarter finns listade i Catalogue of Life.